# Starobystrické penovcové pramenisko
Starobystrické penovcové pramenisko este o arie protejată (arie specială de conservare — SAC, sit de importanță comunitară — SCI) din Slovacia întinsă pe o suprafață de 10,29 ha, integral pe uscat.

## Localizare
Centrul sitului Starobystrické penovcové pramenisko este situat la coordonatele 49°20′34″N 18°56′28″E / 49.342778°N 18.941111°E.

## Înființare
Situl Starobystrické penovcové pramenisko a fost declarat sit de importanță comunitară în octombrie 2011.

## Biodiversitate
Situată în ecoregiunea alpină, aria protejată conține 2 habitate naturale: Izvoare petrifiante cu formare de travertin (Cratoneurion), Păduri de fag Asperulo-Fagetum.
La baza desemnării sitului se află mai multe specii protejate:
- plante (1): papucul doamnei (Cypripedium calceolus)
- păsări (4): fluierar de munte (Actitis hypoleucos), pescăruș albastru (Alcedo atthis), mierla de apă (Cinclus cinclus), codobatură de munte (Motacilla cinerea)

Pe lângă speciile protejate, pe teritoriul sitului au mai fost identificate 5 specii de plante, 2 specii de amfibieni, 1 specie de mamifere.